# ルワンパラ県
ルワンパラ県（ルワンパラけん、英語: Rwampara District）はウガンダの県である。県都はルワンパラ。

## 歴史
2019年7月1日にムバララ県から分割して設置された。

## 隣接する県
- ムバララ県
- イシンギロ県
- ントゥンガモ県
- シェエマ県